# Matyo
 (octobre 2018).
Si vous disposez d'ouvrages ou d'articles de référence ou si vous connaissez des sites web de qualité traitant du thème abordé ici, merci de compléter l'article en donnant les références utiles à sa vérifiabilité et en les liant à la section « Notes et références ».
Matyo, né le 4 décembre 1970 à Bordeaux, est un dessinateur, illustrateur.

## Biographie
Il réalise son premier album en tant que scénariste et dessinateur en 2002 : P comme Perso (éditions Pointe Noire). Il y réunit ses premiers strips, mettant en scène les personnages Perso et Comparse. Il a également réalisé des albums en tant que scénariste, avec le dessinateur Bast.

## Publications
(octobre 2018).
Collaborations dans des revues
- Pour la science[1]
- Moi je lis
- Science et Vie Junior
- Lanfeust Mag.

Avec Bast
- Le Gardien de la Tour (éditions Le Cycliste, 2004)
- Le Gardien du Zoo[1] (éditions Le Cycliste, 2005)
- Les Historiettes - Bordeaux[1],[2] (éditions Sangam, 2 tomes, 2007, 2011)

Aux origines du Mythe
- Les Débuts de Jésus (éditions Soleil, 2007)
- Les Débuts de Ève (éditions Soleil, 2008)
- Les Débuts de Moïse (éditions Soleil, 2009)

En solo
Les enquêtes de Sherlock Latruffe
Planches publiés auparavant dans les Moi je lis.
- Les enquêtes de Sherlock Latruffe - Tome 1 : Gigawatt ! (éditions BD Kids, 2016)
- Les enquêtes de Sherlock Latruffe - Tome 2 : Lumière à tous les étages (éditions BD Kids, 2017)
- Les enquêtes de Sherlock Latruffe - Tome 3 : Pas d'entourloupe ! (éditions BD Kids, 2018)
- Les enquêtes de Sherlock Latruffe - Tome 4 : À fond les cerveaux ! (éditions BD Kids, 2019)

## Livres illustrés
- 300 questions en astronomie (presses universitaires et polytechniques romandes, 2005), d'Antoine Vos.

En collaboration avec Didier Nordon, chroniqueur de la revue Pour la Science :  
- Vous reprendrez bien un peu de vérité ? (Belin, 2002)
- À contre idée (Belin, 2011)
- Scientaisies (Belin, 2014)

Il illustrera un autre livre de Nordon, mais celui-ci sans un rapport aussi marqué que les autres avec la science : Le Cirque (L'Improviste, 2001)